# Walter Campanella
Walter Campanella (Paysandú,  13 de marzo - Montevideo, 31 de octubre de 2019) fue un político uruguayo perteneciente al Partido Nacional.

## Biografía
Estudió en la Facultad de Química de la Universidad de la República, recibiéndose de laboratorista. Posteriormente se estableció en Treinta y Tres.
En 1985 fue elegido edil por el Movimiento Nacional de Rocha por el departamento de Treinta y Tres, y llegó a la presidencia de la Junta Departamental. En 1995 resultó elegido intendente; poco después se acercó a su coterráneo el intendente de Paysandú Jorge Larrañaga, integrando por un tiempo el sector Nueva Fuerza Nacional, que fue embrión de Alianza Nacional.
En 2000 pasó a ser delegado uruguayo ante la Comisión Técnica Mixta de Salto Grande, cargo que ocupó hasta 2005. Fue senador suplente de Julio Lara.
Falleció el 31 de octubre de 2019  a causa de una insuficiencia cardíaca.